# Stadionul Republican
Stadionul Republican é um estádio localizado em Chişinău, Moldávia. É usado atualmente para receber partidas de futebol. Construído em 1952, tem capacidade para receber 8,084 pessoas.